# Underbelly Files: The Man Who Got Away
Underbelly Files: The Men Who Got Away es una película dramática australiana hecha para la televisión estrenada el 21 de febrero del 2011 por medio de la cadena Nine Network. Es la tercera de tres películas realizadas para la televisión derivadas de la exitosa serie dramática Underbelly. 
Se centra en la historia del británico David McMillan, un traficante de drogas de Australia y la única persona en la historia en escapar de la prisión Klong Prem en Bangkok.

## Historia
Extremadamente inteligente y encantador David McMillan proviene de un ambiente privilegiado, donde puede obtener lo que quiera, sin embargo decide tener una vida de delincuencia, lo cual ocasiona que a sus veinte años termine en la lista de los 10 más buscados por la Interpol. Su socia en el crimen es el amor de su vida, Clelia Vigano, la hija de un respetable restaurador de Melbourne. Juntos McMillan y Vigano se convierten en una fuerza imparable hasta  que Clelia muere durante un incendio en la prisión. McMillan se culpa por su muerte y la culpa lo impulsa a cometer crímenes mayores.

## Personajes
| Actor               | Personaje                 | Trabajo                        |
| ------------------- | ------------------------- | ------------------------------ |
| Toby Schmitz        | David McMillan            | Traficante de Drogas           |
| Claire van der Boom | Clelia Vigano             | Traficante & Novia de McMillan |
| Aaron Jeffery       | Geoff Leyland             | Detective Inspector            |
| Ian Meadows         | Tim Fry                   | Detective Sargento             |
| Freya Stafford      | Andrea Pascoe             | Inspectora AFP                 |
| Kate Mulvany        | Kate Mariner              | Detective                      |
| Jeremy Sims         | Lord Tony Moynihan        | -                              |
| Josh Lawson         | Michael Sullivan          | -                              |
| Nicholas Brown      | Supahaus Chowdury         | -                              |
| Matt Zeremes        | Brian Robards             | -                              |
| Paul Ireland        | Percy Hole                | -                              |
| Brett Cousins       | Charles Maxwell McCreadie | -                              |
| Brendan Cowell      | Benny O'Connell           | -                              |
| Nicholas Eadie      | John Brosnan              | Padre                          |
| John Orcisk         | Ferdi Vigano              | -                              |
| William Zappa       | Jack Jacobs               | -                              |
| Heather Mitchell    | Rosie McMillan            | -                              |
| Deirdre Rubenstein  | -                         | -                              |
| Toby Wallace        | David Julion              | -                              |
| David Tredinnick    | Peter Howard              | -                              |
| Chantelle Jamieson  | Maria Catilo              | -                              |

### Personajes Menores
| Actor             | Personaje | Trabajo                           |
| ----------------- | --------- | --------------------------------- |
| Anthony Tsingas   | -         | Padre de David McMillan           |
| Alan Wickham      | -         | Padre Adoptivo de Clelia          |
| Judy Wickham      | -         | Madre Adoptiva de Clelia          |
| Anthony West      | Harris    | Detective Oficial                 |
| Lachlan Woods     | Saville   | Detective Oficial                 |
| Sean-James Murphy | Talbot    | Oficial                           |
| Roger Oakley      | -         | Oficial de Aduana                 |
| Nick Teoh         | -         | Oficial de Inmigración            |
| Niko Souphan      | -         | Guardaespaldas de Tony Moynihan   |
| Paul McCarthy     | -         | Oficial de Libertad Condicional   |
| Zen Ledden        | -         | Joven Detective                   |
| Daniel Horwood    | -         | Guardia de Prisión                |
| Simon Mallory     | -         | Oficial de Vigilancia             |
| Michael Buscombe  | -         | Oficial de Vigilancia             |
| Luke Lennox       | -         | Oficial de Operaciones Especiales |
| Steve Carroll     | Lupic     | Oficial AFP                       |
| Alan Dang         | -         | Guardia de la Prisión Tailandesa  |
| Adrian Tan        | -         | Guardia de la Prisión Tailandesa  |
| Rithy Dourng      | -         | Guardia Tailandés                 |
| Donnie Choeur     | -         | Oficial de Seguridad Tailandés    |
| Jasmine Acfield   | -         | Personal                          |
| Mark Smith        | -         | Conductor de Autobús              |
| Rohan Gale        | -         | Guardia de la Prisión             |
| Aaron Jakubenko   | -         | Policía                           |
| Jess Gower        | -         | Policía                           |
| Susan Paterno     | -         | Guardia de la Prisión Farilea     |
| Georgia Bolton    | -         | Guardia de la Prisión Farilea     |
| Amy Boreland      | -         | Guardia                           |
| Ridwan Yudiana    | -         | Prisionero                        |
| Timothy Bennett   | -         | Prisionero                        |
| Peter Kusznir     | -         | Conserje                          |
| Bessie Kay        | Dani      | -                                 |
| Simon Wilton      | Calvin    | -                                 |
| Aljin Abella      | Jet       | -                                 |
| Maria Eusebio     | -         | Bailarina                         |
| Teresa Sue        | -         | Bailarina                         |
| Vanessa Yang      | -         | Bailarina                         |
| Winnie Nguyen     | -         | Bailarina                         |
| Peter Flaherty    | -         | Taxista                           |
| Leigh Trinh       | -         | Taxista Tailandés                 |
| Benjamin Johnson  | -         | Maletero                          |
| Jacinta Acevski   | -         | Peluquera                         |
| Nicole Gregurek   | -         | Colorista                         |
| David Callan      | -         | Anunciador del Aeropuerto         |
| Lan Trihn         | -         | Hombre Tailandés                  |
| Addison Szymanski | -         | Clelia de Bebé                    |
| Addison Ring      | -         | Clelia de Bebé                    |
| Brooke Newman     | -         | Clelia a los 12 años              |
| Soren Adkin       | -         | David a los 5 años                |

## Premios y nominaciones
| Año  | Categoría           | Premio      | Nominada (o) | Resultado |
| ---- | ------------------- | ----------- | ------------ | --------- |
| 2011 | Television Original | AWGIE Award | Kris Mrksa   | Nominado  |

## Música
Algunas canciones que se pueden escuchar durante la película son "Wild Thing" de The Troggs, "Jive Talkin" de The Bee Gees, "Rock'n'Roll (part 2)" de Gary Glitter, "Paint It Red" de Coco Electrik, "You Ain't No Good" de The Bamboos, "Happy Go Lucky Me" de Paul Evens, "Tainted Love" de Soft Cell, "Sound Off" de The Basics, "(I Gotta) Feel" de Lovetones, "Gnosienne No.1 Loud" de Tom Lowndes, "That Ain't Bad" de Ratcat, "The Captive Heart" de Zulya y "Autumn" de Big Scary.

## Producción & Rating
The Men Who Got Away fue dirigida por Cherie Nowlan, escrita por Kris Mrska y producida por Peter Gawler y Elisa Argenzio. El actor Aaron Jeffery es el encargado de narrar la historia de la película, anteriormente la actriz Caroline Craig, se ha encargó de narrar las series Underbelly, Underbelly: A Tale of Two Cities y Underbelly: The Golden Mile y la primera película Underbelly Files: Tell Them Lucifer Was Here, mientras que la actriz Jessica Napier narró la segunda película Underbelly Files: Infiltration.
La película se estrenó el 21 de febrero de 2011 a las 8:30 y obtuvo una audiencia de 1.015 millones de espectadores, por lo que se clasificó en el número 9 de esa noche. Tell Them Lucifer Was Here obtuvo una adciencia de 1.377 millones de espectadores mientras que Infiltration obtuvo 1.113 millones de espectadores.